# Diplôme d'aptitude à la réserve
 (novembre 2023).
Si vous disposez d'ouvrages ou d'articles de référence ou si vous connaissez des sites web de qualité traitant du thème abordé ici, merci de compléter l'article en donnant les références utiles à sa vérifiabilité et en les liant à la section « Notes et références ».
En France, le diplôme d'aptitude à la réserve (DAR) est un diplôme militaire qui sanctionne la réussite à un niveau de formation. Ce cursus de formation est uniquement accessible aux  militaires du rang réservistes de la Gendarmerie nationale.

## Organisation du diplôme
Auparavant constitué de trois modules, le DAR est dorénavant unique.
À l'issue de la formation sont organisés des tests qui conditionnent l'obtention du diplôme. L'obtention du DAR est, en règle générale, une des conditions à l'avancement au grade de brigadier de réserve.

## Matières enseignées
Les matières qui sont enseignées lors de la préparation du DAR sont, entre autres :
- Déontologie
- Relations humaines
- Topographie
- Connaissance du milieu militaire
- Intervention professionnelle
- Police de la circulation
- Ordre serré
- Transmissions
- Police judiciaire
- Renseignement
- Maîtrise des armes et instruction au tir
- Maîtrise sans arme de l'adversaire